# Campionato mondiale cadetti di scherma 1993
Il Campionato mondiale cadetti di scherma del 1993 ("1993 World Cadets Fencing Championships") è stato organizzato dalla Federazione internazionale della scherma e si è svolto a Denver in Stati Uniti d'America dal 7 al 8 aprile.
Nel fioretto, si sono aggiudicati i titoli del campionato mondiale l'italiano Matteo Zennaro, che ha battuto in finale il polacco Piotr Blaszczak, e la magiara Aida Mohamed che ha avuto la meglio sulla cinese Jie Meng.
Nella spada il norvegese Claus Mørch ha battuto in finale il magiaro Gabor Boczko, ottenendo il titolo mondiale cadetti maschile, mentre tra le donne la tedesca Astrid Erhard ha superato l'italiana Sara Cristina Cometti.
Nella sciabola l'italiano Giovanni Castrucci Cotichini prevale sul connazionale Giampiero Pastore.

## Podi

### Uomini
| Specialità  | Oro                          | Argento           | Bronzo                             |
| Individuali |                              |                   |                                    |
| Fioretto    | Matteo Zennaro               | Piotr Blaszczak   | Bart Clerix Lars Schache           |
| Spada       | Claus Mørch                  | Gabor Boczko      | Arne Birk Jörg Brudy               |
| Sciabola    | Giovanni Castrucci Cotichini | Giampiero Pastore | Maciej Litwinski Dimitri Nikolajev |

### Donne
| Specialità  | Oro           | Argento               | Bronzo                              |
| Individuali |               |                       |                                     |
| Fioretto    | Aida Mohamed  | Jie Meng              | Monika Galik Rita König             |
| Spada       | Astrid Erhard | Sara Cristina Cometti | Simona Iluti Diana Romagnoli-Takouk |

## Medagliere
| Pos.   | Nazione  | Oro | Argento | Bronzo | Totale |
| ------ | -------- | --- | ------- | ------ | ------ |
| 1      | Italia   | 2   | 2       | 0      | 4      |
| 2      | Ungheria | 1   | 1       | 0      | 2      |
| 2      | Germania | 1   | 0       | 4      | 5      |
| 4      | Norvegia | 1   | 0       | 0      | 1      |
| 5      | Polonia  | 0   | 1       | 2      | 3      |
| 6      | Cina     | 0   | 1       | 0      | 1      |
| 7      | Russia   | 0   | 0       | 1      | 1      |
| 7      | Svizzera | 0   | 0       | 1      | 1      |
| 7      | Romania  | 0   | 0       | 1      | 1      |
| 7      | Belgio   | 0   | 0       | 1      | 1      |
| Totale | Totale   | 5   | 5       | 10     | 20     |